# 20 000 mučedníků z Nikomédie
Svatých 20 000 mučedníků z Nikomédie byla skupina křesťanských mučedníků, kteří byli usmrceni v Nikomédii (dnešní İzmit) v roce 303 během perzekucí císaře Diocletiana.

## Smrt
Mnoho z nich uhořelo při vánoční mši, když se nechtěli obětovat pohanským bohům. Za to byli v kostele zavřeni a kostel i budovy kolem byly zapáleny. Dochovaly se jména pouze 14 osob, Agape, Anthimos, Domna, Dorotheus, Euthymius, Glykerios, Gorgonius, Indes, Mardonius, Migdonius, Petr, Teofila, Teofil a Zeno.
Jejich svátek se slaví 28. prosince.